# Toroidh
Toroidh jest industrialnym projektem muzycznym ze Szwecji. Założył go Henrik Nordvargr Björkk, twórca innych projektów, takich jak Maschinenzimmer 412, Folkstorm, Hydra Head 9, Thee Maldoror Kollective oraz Goatvargr.

## Twórczość
Projekt Björkka nawiązuje do tematyki II wojny światowej i stara się ukazywać jej charakter i nastrój. Sam Bjorkk uważa ten epizod z historii za dobry przykład szaleństwa, w jakie popadła wtedy ludzkość. Kompozycje mają więc mroczny i ciężki klimat i zawierają militarne wstawki (bębny, okrzyki). Część utworów jest nagranych w stylistyce marszowej. Nie stroni się też od elementów muzyki poważnej.

## Dyskografia
Toroidh w swojej historii wydawał płyty pod szyldami różnych wytwórni. Były nimi Cold Spring, Neuropa Records, 205 Recordings, Eternal Soul Records, Old Europa Cafe oraz mająca swoją siedzibę w Polsce wytwórnia War Office Propaganda.

### Albumy
- Europe Is Dead (2001)
- Those Who Do Not Remember the Past Are Condemned to Repeat It (2001)
- Testament (2003)
- Offensiv! (2004)
- United in Blood (2004) – nagrany wspólnie z Arditi
- European Trilogy (2006) – 3CD
- The Final Testament (2006)
- Segervittring (2007)
- Eine Kleine Marschmusik ([2009])

### Single
- For the Fallen Ones (2002)
- Start Over (2003)
- Toroidh (2007)

### Kompilacje z udziałem innych wykonawców
- Enter Nordvargr (2002) – 2CD
- Chamber (2003)
- A Final Testimony (2004) – 2CD
- Eternal Soul (2004)
- Gloria Victis Vae Victis (2005)

### Winyle
- The Return of Yesterday (2002) – split z Solaris